# Nationale Evangelische Kirche (al-Dschudaide)

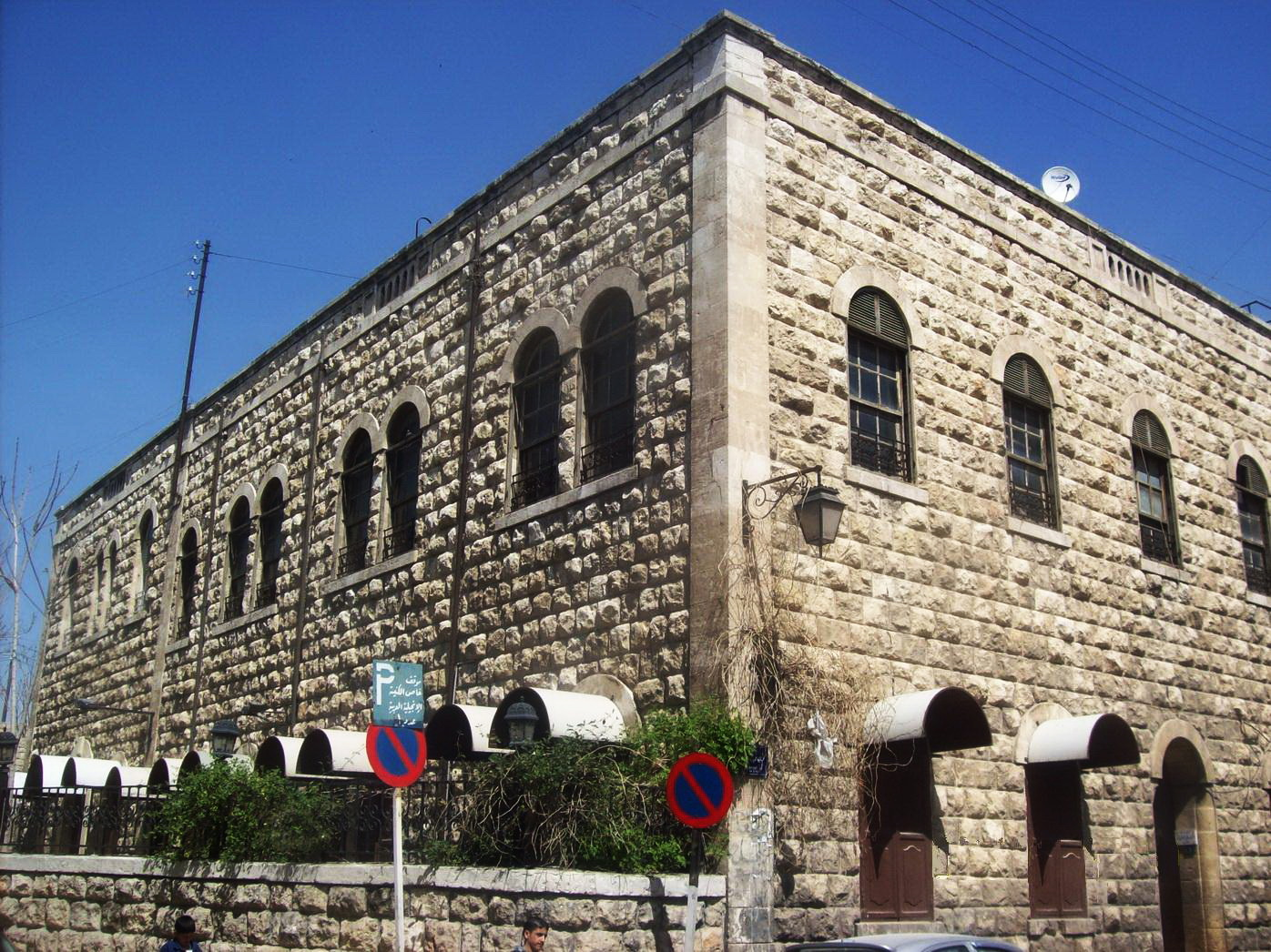
Alte Nationale Evangelische Kirche in Aleppo im April 2010

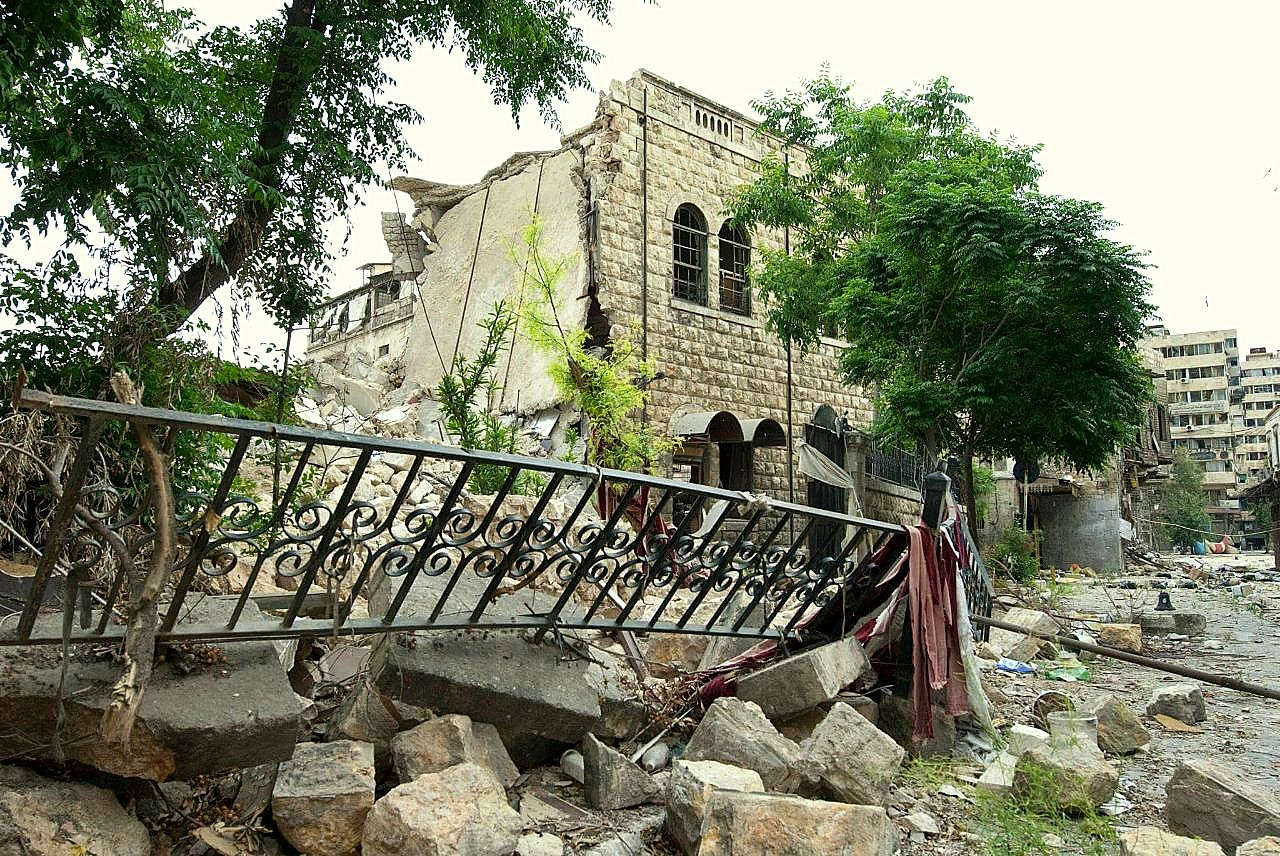
Zerstörte Nationale Evangelische Kirche in Aleppo am 12. Juni 2013

Die Nationale Evangelische Kirche Aleppo (arabisch الكنيسة الإنجيلية الوطنية) oder Arabische Evangelische Kirche Aleppo (الكنيسة الانجيلية العربية) an der Straße Dschadat al-Chandaq war bis zu ihrer gezielten Zerstörung durch islamistische Rebellen am 6. November 2012 während der Schlacht um Aleppo die Kirche der Nationalen Evangelischen Synode in Syrien und Libanon in der syrischen Stadt Aleppo. Die völlig zerstörte Kirche wurde aufgegeben, und seit Weihnachten 2015 dient eine neu gebaute Kirche im Stadtteil Sulaimaniya-Fillat der evangelischen Gemeinde.

## Standort
Die alte Nationale Evangelische Kirche Aleppo stand an der „Graben-Allee“ (جادة الخندق, DMG Ǧādat al-Ḫandaq) am Rande des alten christlichen Stadtviertels al-Dschudaide.

## Geschichte
Die evangelische presbyterianische Kirche in Aleppo wurde 1848 gegründet und hatte als erstes Gotteshaus die Kirche an der Straße Dschadat al-Chandaq. 1920 wurde die presbyterianische Kirchengemeinde von Aleppo Mitglied der Nationalen Evangelischen Synode Syriens und Libanons.
Die Kirche an der Dschadat al-Chandaq wurde bis Juli 2012 – in die Zeit des Bürgerkriegs – für die Gottesdienste der Nationalen Evangelischen Kirchengemeinde in Aleppo genutzt. Im Juli 2012 trafen die Christen, als sie zum Gottesdienst kamen, auf mehrere Männer, die sie mit Gewalt aus dem Gebäude warfen. Bald darauf wurde der Hinterhof der Kirche mit Granaten beschossen und so zerstört. Im November 2012 brachten die Oppositionskämpfer von unten aus Bomben an und zerstörten damit das ganze Gebäude. Im Internet tauchten Videos der Rebellen von der Kirche auf, in denen diese als „armenische Kirche“ bezeichnet wurde, die durch Regierungstruppen zerstört worden sei. Der Pastor der Arabischen Evangelischen Gemeinde Aleppo, Ibrahim Nseir, stellte allerdings vor Ort klar, dass bereits an der Art der Bomben erkennbar sei, dass nicht die Regierungsarmee, sondern Terroristen für die Sprengung verantwortlich waren. Derartige von Tunnelgängen aus eingesetzte Tunnelbomben wurden von den Rebellen häufig verwendet, so wie hier an der evangelischen Kirche auch später bei der Vernichtung des Carlton Hotels aus dem 19. Jahrhundert im Mai 2014 mit 30 bis 50 Toten.
Die gezielte Zerstörung der evangelischen Kirche durch die bewaffnete Opposition löste in Syrien und weltweit Empörung aus. Nach Angaben des Pastors Ibrahim Nseir war der Großmufti von Syrien Ahmad Badr ad-Din Hassun der erste, der sich bei ihm meldete und ihm seine Unterstützung beim Wiederaufbau der Kirche ankündigte. Die völlig zerstörte Kirche im Zentrum wurde von der Kirchengemeinde aufgegeben, doch blieb das Grundstück Kircheneigentum. Die syrische Regierung half der evangelischen Gemeinde, in einem anderen Stadtteil abseits des noch schwer umkämpften Stadtzentrums eine neue Kirche zu bauen. Die Gemeinde erwarb ein Grundstück im Stadtteil Sulaimaniya-Fillat hinter der chaldäischen Sankt-Joseph-Kathedrale an der Chalil-al-Hindawi-Straße (شارع خليل الهنداوي, DMG Šāriʿ Ḫalīl-al-Hindāwi). Im Jahre 2015 wurde die neue Kirche innerhalb weniger Monate errichtet und zum Weihnachtsgottesdienst am 25. Dezember 2015 eröffnet.
In den Jahren der Schlacht um Aleppo (2012 bis 2016) verließen sehr viele Menschen die Stadt, und die Zahl der evangelischen Christen in der Nationalen Evangelischen Kirche Aleppo nahm von 500 auf 80 ab. Der Pastor Ibrahim Nseir und seine Frau Tami entschieden sich jedoch, mit ihren drei Kindern zu bleiben und die Gemeinde wieder aufzubauen. Nseir und seine Familie wurden mehrfach von den Rebellen bedroht. Kämpfer der bewaffneten Opposition brachten Bomben in seinem Haus an, um ihn und seine Familie zu töten, doch versagte der Mechanismus. Trotz der vielen geflohenen Gemeindemitglieder stieg die Zahl der Gottesdienstbesucher nach Angaben von Nseir um die Hälfte, zunächst in einem überfüllten Privatraum, ab Ende 2015 in der neuen Kirche.
Nach der Vertreibung der Islamisten aus Aleppo im Dezember 2016 begannen die Behörden mit Plänen für den Wiederaufbau der Stadt, wobei für das Stadtzentrum, zu dem auch das alte Kirchengrundstück an der „Graben-Allee“ gezählt wird, strengere Denkmalschutzregeln gelten. Dies beinhaltet die Wiederherstellung der alten Fassade, umfasst aber auch die Nutzung des wieder aufzubauenden Gebäudes für religiöse Zwecke. Die Nationale Evangelische Kirche in Aleppo besitzt allerdings bereits an anderer Stelle ein neues, modernes Kirchengebäude. Der Generalsekretär der Nationalen Evangelischen Synode von Syrien und Libanon und Vorsitzende des Obersten Rats der Evangelischen Kirche in Syrien und Libanon, Joseph Kassab, kündigte im April 2019 im Namen der Kirche an, hier eine Herberge einrichten zu wollen, gleichzeitig aber Raum für Andachten und Meditation zu lassen, auch um den Anforderungen zu genügen.

## Architektur und Ausstattung
Die Nationale Evangelische Kirche Aleppo von 1848 war ein annähernd quaderförmiges, zweistöckiges, aus dunklen Steinen gemauertes Kirchengebäude mit einem Flachdach.
Über der Kanzel waren zwei Tafeln mit Bibelzitaten angebracht: auf der rechten Seite das Vaterunser (Mt 6,9–13 ) und auf der linken Psalm 23 (Ps 23 ).